# Hypolimnas kezia
Hypolimnas kezia är en fjärilsart som beskrevs av Butler 1877. Hypolimnas kezia ingår i släktet Hypolimnas och familjen praktfjärilar. Inga underarter finns listade i Catalogue of Life.